# Андричград
Андричград (серб. Андрићград, що означає «місто Андрича») — містобудівний проект («місто в місті»), розташований у Вишеграді, Республіка Сербська, Боснія і Герцеговина. Побудований під керівництвом і за фінансової участі режисера Емира Кустурици. Місто присвячене югославському письменнику Іво Андричу, лауреату Нобелівської премії з літератури.

## Історія

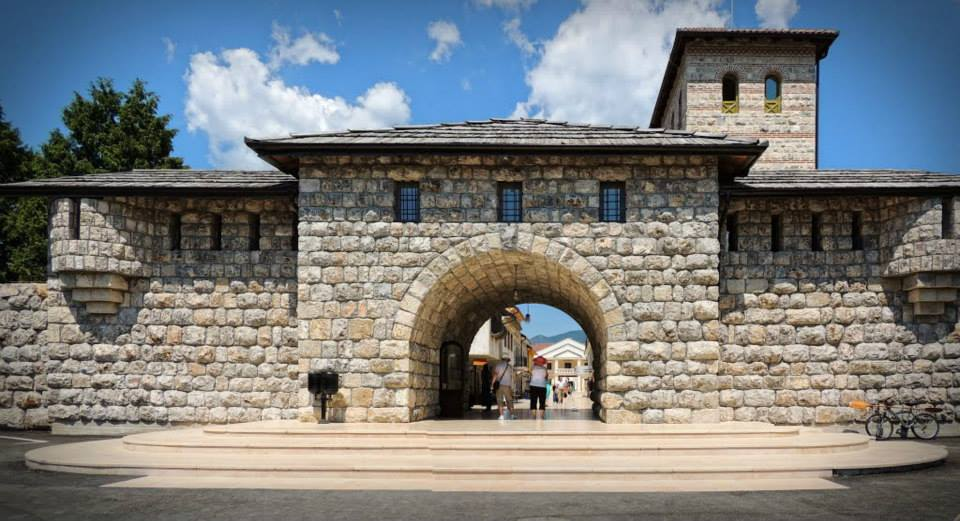
Головний вхід в Андричград

Будівництво Андрічграду, також відомого як Каменград почалося 28 червня 2011 року. Його було офіційно відкрито 28 червня 2014 року, в день 100-річчя вбивства ерцгерцога Фердинанда Гаврилою Принципом. Вартість будівництва склала майже 15 мільйонів євро.
Андричград розташований на правому березі Дрина поруч з Вишеградським мостом (що входить до Світової спадщини ЮНЕСКО), і простягається від мосту до гирла річки Рзава. Після етносела Дрвенград в Сербії, це друге селище, створене Кустурицею з нуля. Андричград розташовується менш ніж у 20 км на захід від  Дрвенграду.
Містечко займає площу понад 1,7 га. У ньому є міський муніципалітет, магазини, готелі, театр, будинок-музей Іво Андрича, гуманітарний інститут, храм Святого князя Лазаря, ринок, кафе і ресторани, інститутська бібліотека, художня галерея, кінотеатр, невеличка пристань. Представлені споруди різних архітектурних стилів та епох.
Андричград за планами має бути місцем зйомок нового фільму Кустурици, сценарій до якого ґрунтується на романі "Міст на Дрині" лауреата Нобелівської премії Іво Андрича.

## Пам'ятники
Пам'ятник Іво Андричу розташований в центрі Андричграду. Пам'ятник має висоту 2,4 м і був відкритий на Відовдан 28 червня 2012 року під час церемонії, присвяченої річниці початку будівництва Андричграду. Пам'ятник був створений у відповідь на знесення бюста Іво Андрича у Вишеграді 1991 року мусульманськими екстремістами.
Пам'ятник Петру ІІ Петровичу Негошу встановлений на площі перед храмом Святого князя Лазаря. Відкритий 29 листопада 2013 року. Є копією пам'ятників у Подгориці та Белграді.

## Почесні громадяни
Почесні громадяни Андричграду — це люди, яким були вручені ключі від міста. Ними є:
- Мілорад Додік, президент Республіки Сербської
- Вук Єремич, головуючий на 67-й сесії Генеральної Асамблеї ООН
- Матія Бечкович, письменник
- Новак Джокович, тенісист

## Галерея

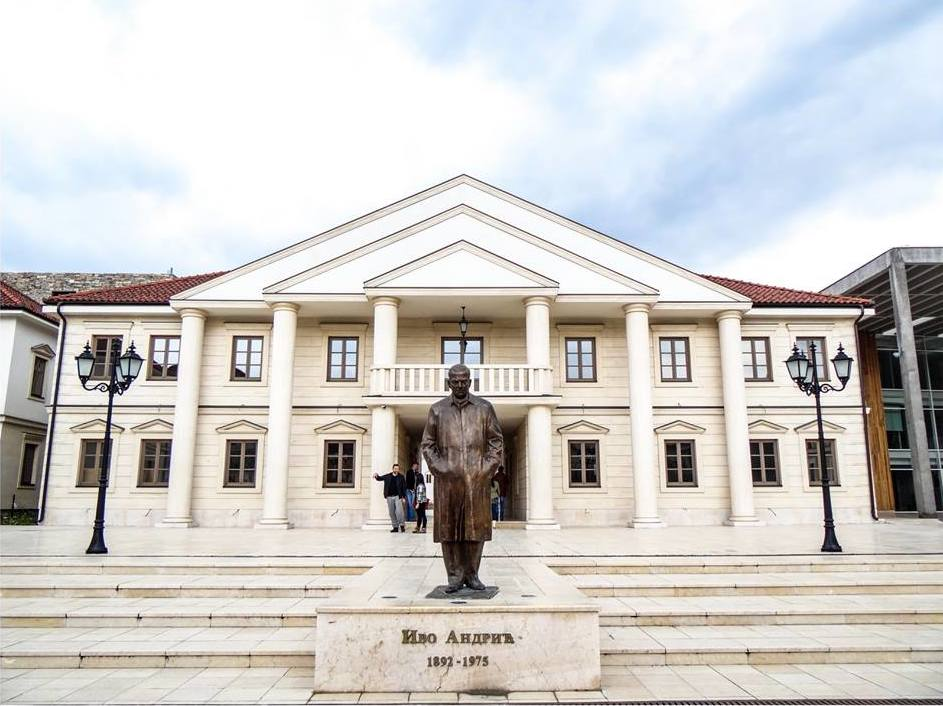
Головна площа Андричграда
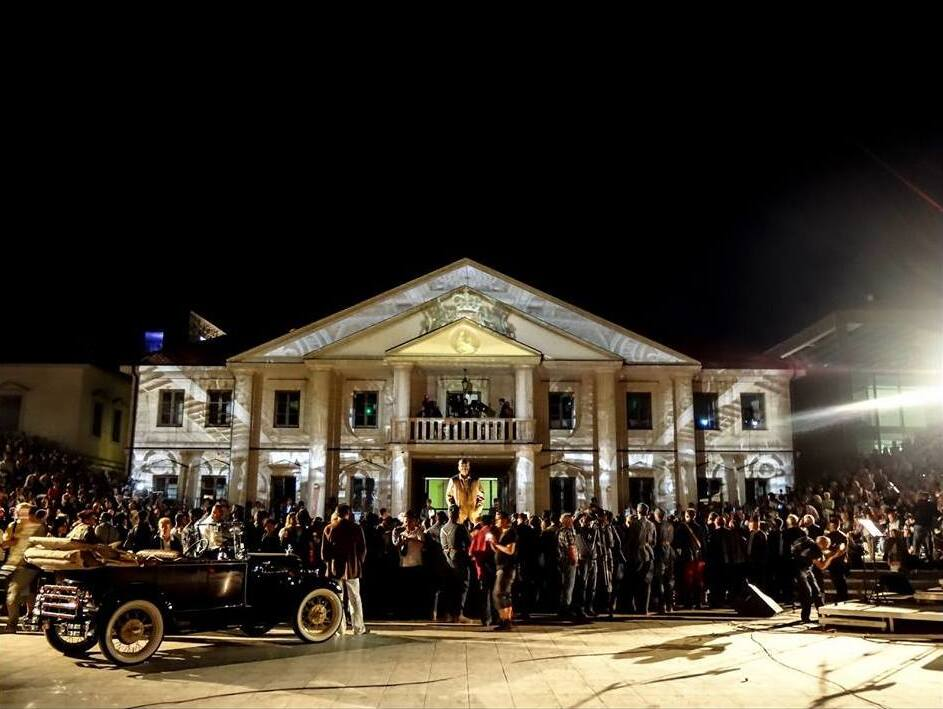
Церемонія відкриття 28 червня 2014
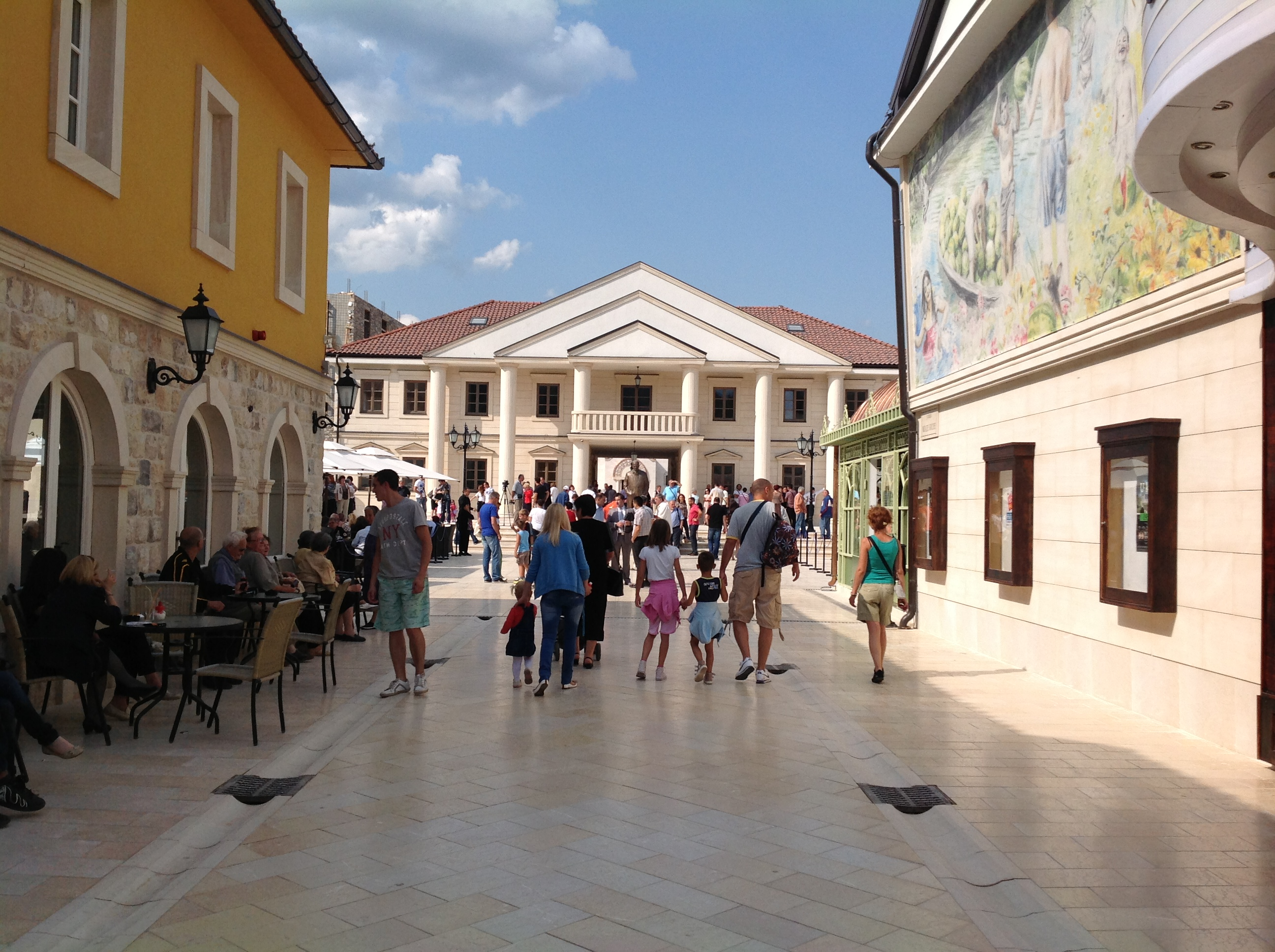
Головна вулиця Андричграда
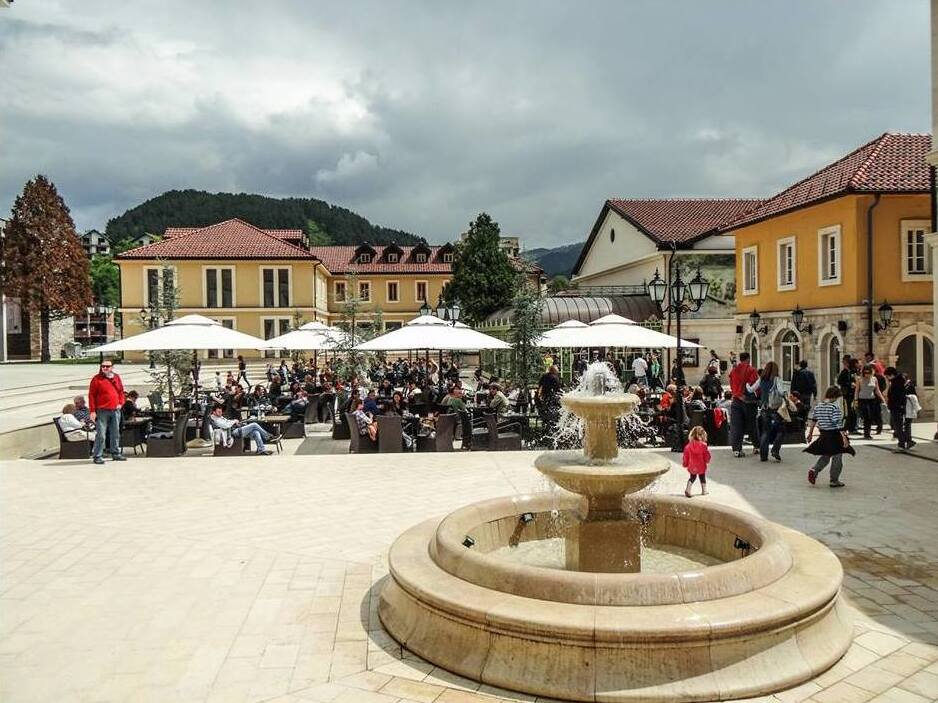
Площа в Андричграді
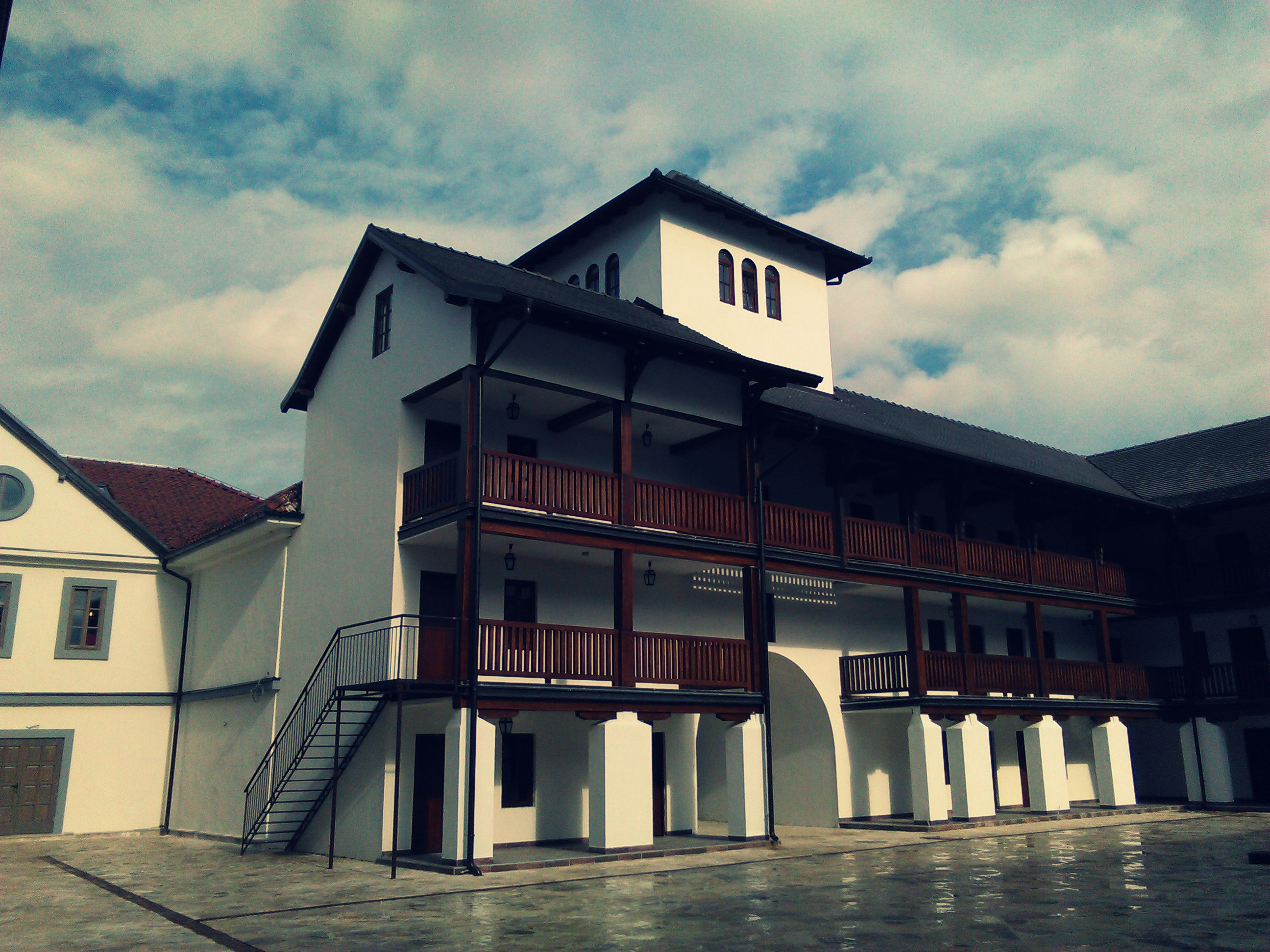
Средньовічна сербська архітектура
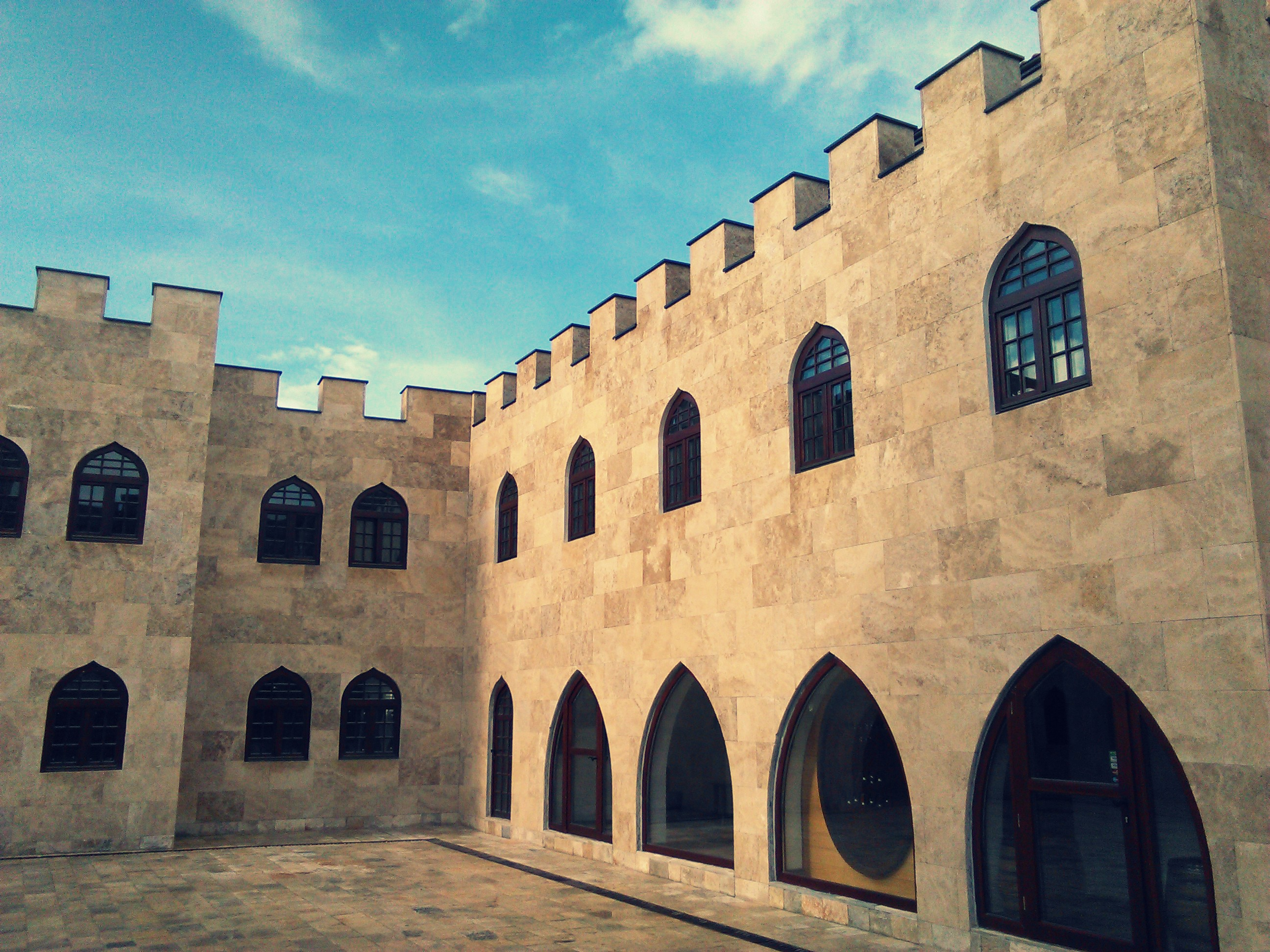
Східна архітектура
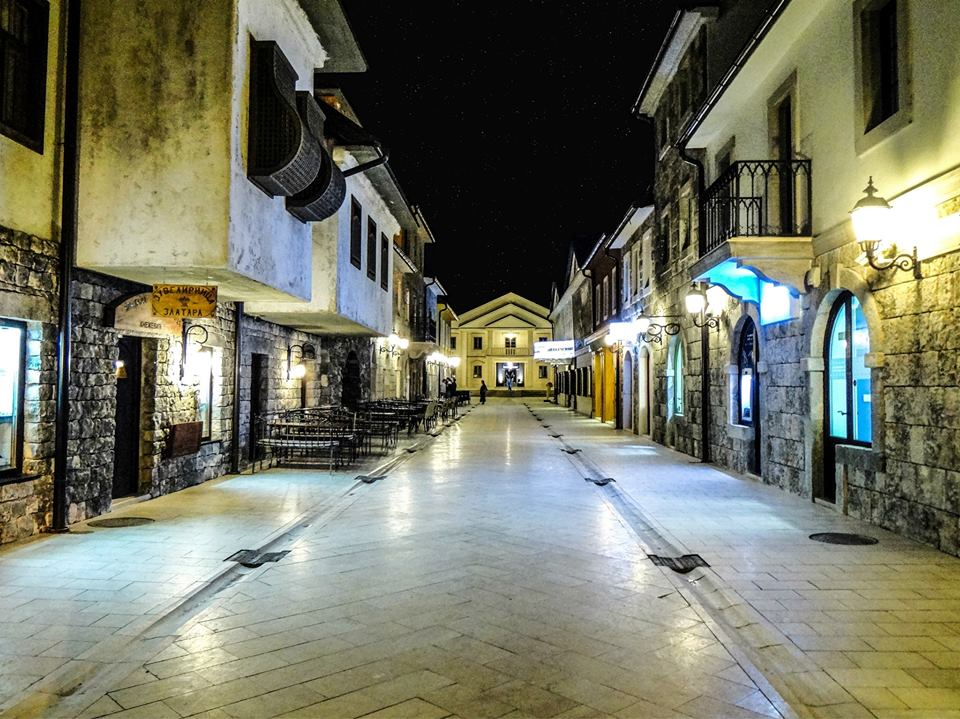
Андричград уночі
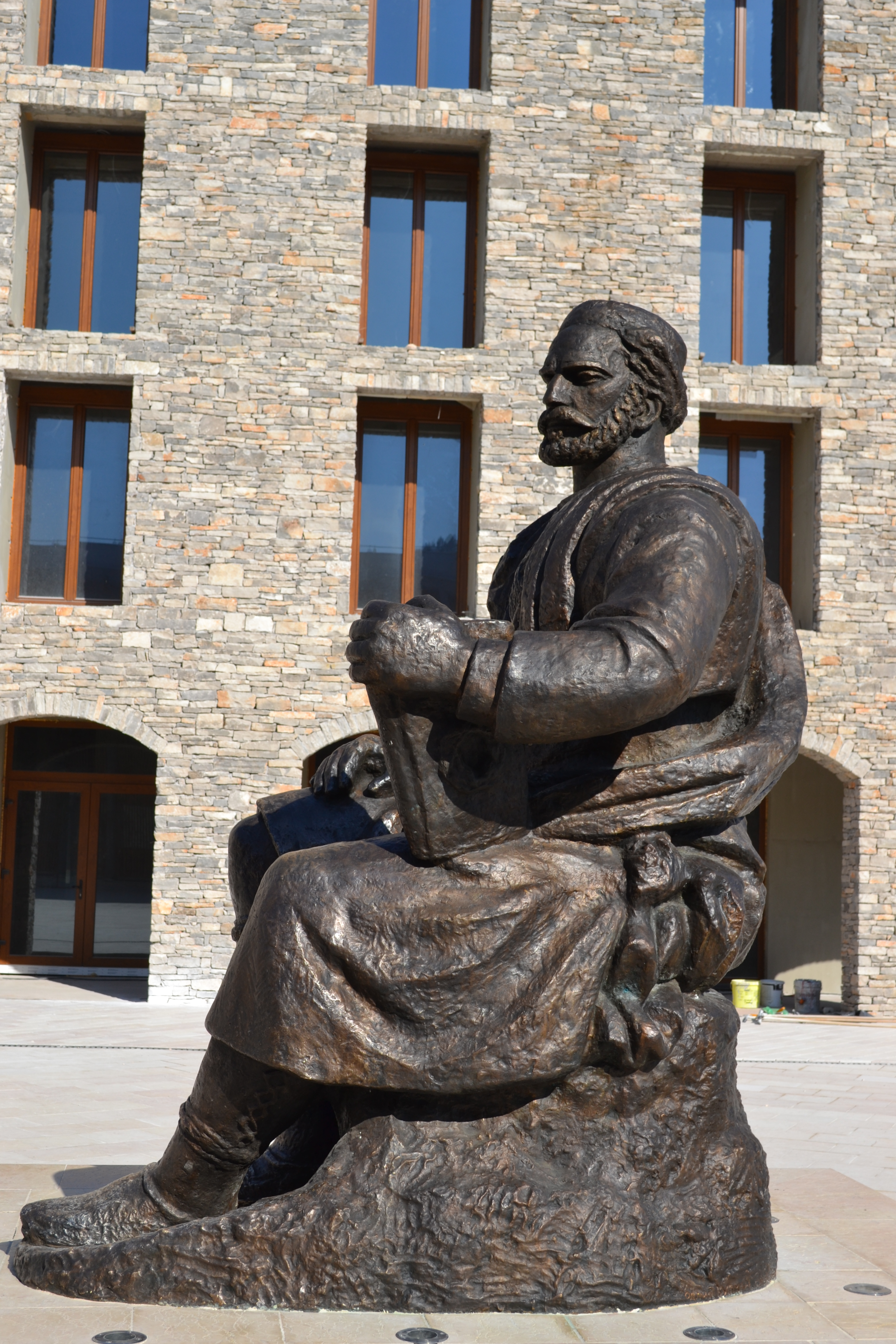
Пам'ятник Петру II Петровичу Негошу
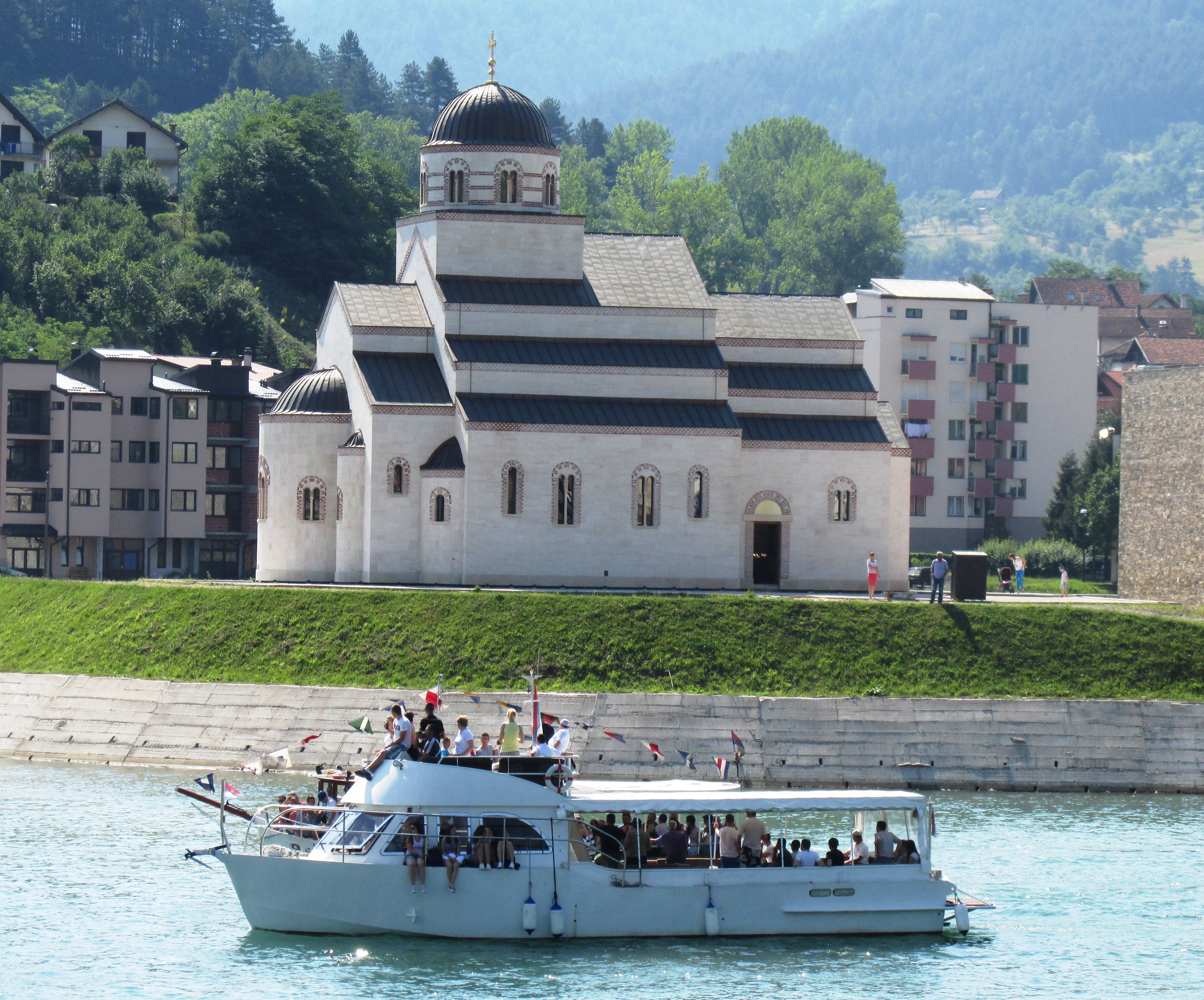
Туристичний човен
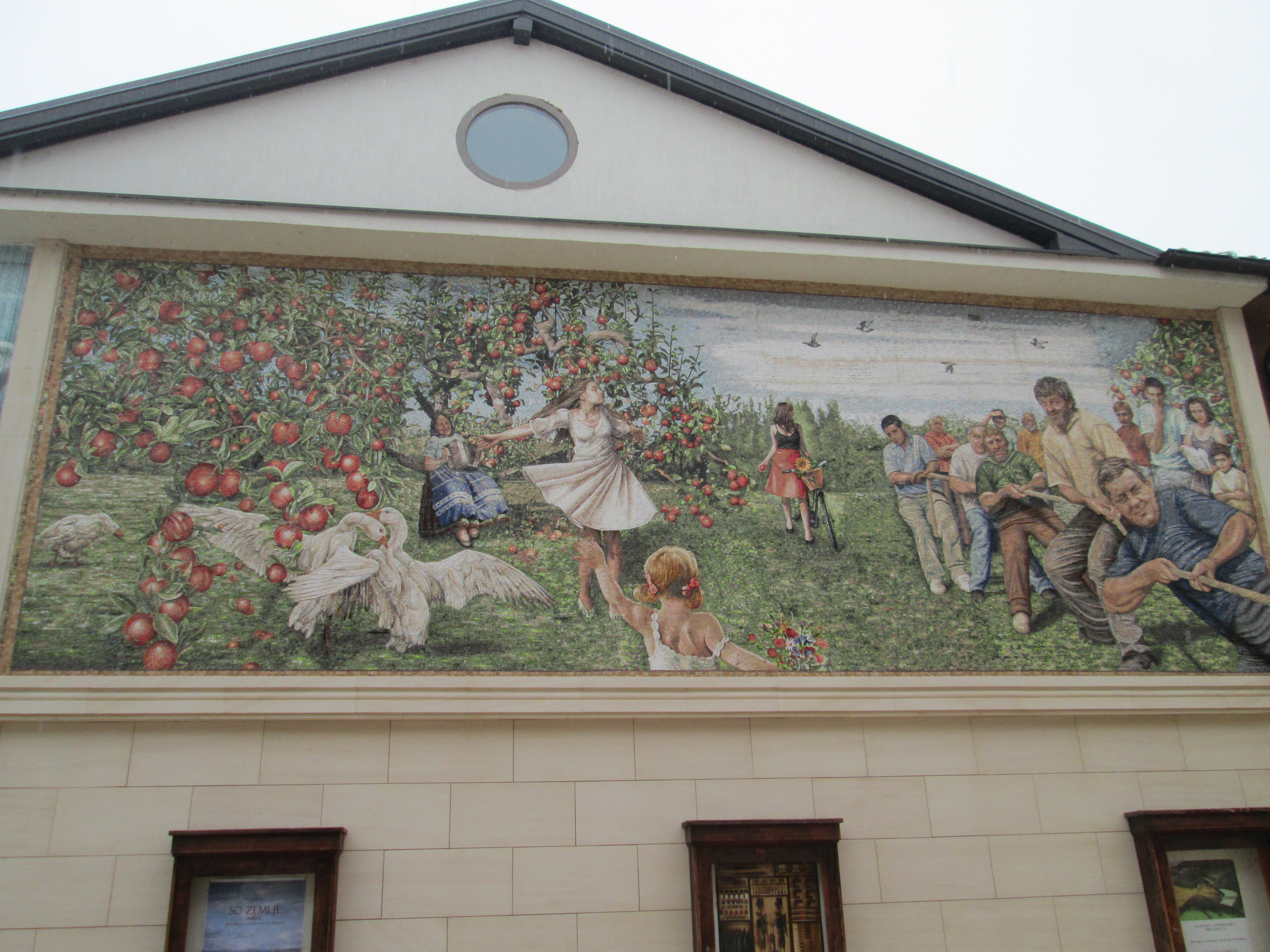
Настінний розпис
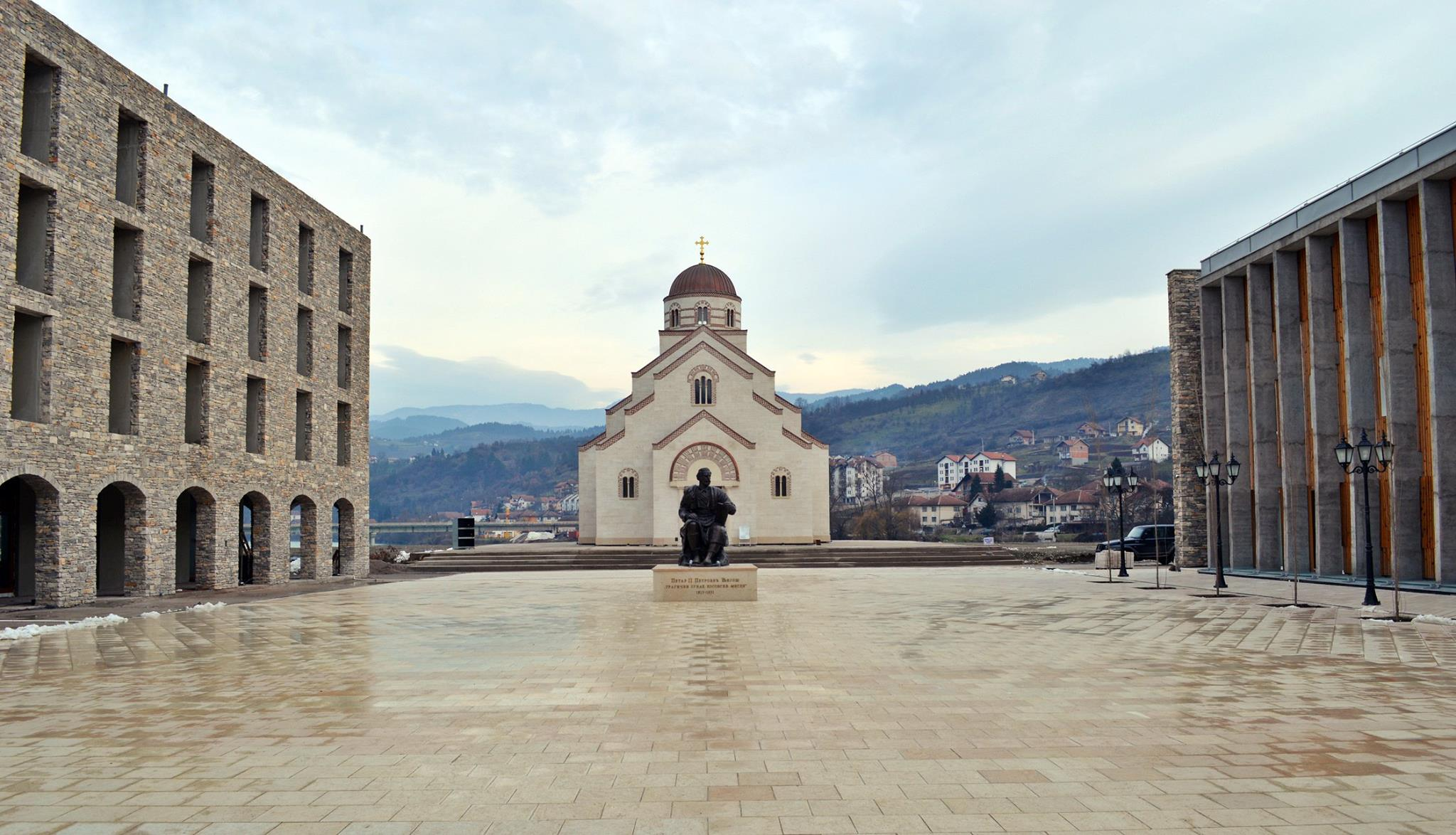
Площа Петра II Петровича